# Фрей, Джим
Джеймс Готтфрид Фрей (англ. James Gottfried Frey, 26 мая 1931, Кливленд, Огайо — 12 апреля 2020, Понте-Ведра-Бич, Флорида) — американский бейсболист, скаут, тренер и функционер. Играл на позиции аутфилдера в командах младших лиг. Главный тренер команд «Канзас-Сити Роялс» в 1980 и 1981 годах, и «Чикаго Кабс» с 1984 по 1986 год. Обладатель награды Менеджеру года в Национальной лиге по итогам сезона 1984 года. Победитель Мировой серии 1970 года как член тренерского штаба клуба «Балтимор Ориолс».

## Биография

### Ранние годы и карьера игрока
Джеймс Фрей родился 26 мая 1934 года в Кливленде. Он был младшим из двух сыновей в семье. В школьные годы Фрей играл в бейсбол и баскетбол. В 1947 году он выиграл национальный чемпионат среди команд Американского легиона, в 1949 году стал победителем чемпионата Национальной любительской федерации бейсбола. После окончания школы Джим заключил профессиональный контракт с клубом «Бостон Брэйвз». С 1949 по 1951 год он также учился в университете штата Огайо.
В 1950 году Фрей начал выступления на уровне B-лиги в составе «Эвансвилл Брэйвз», затем играл за «Падьюку Чифс», где стал лучшим отбивающим команды с показателем эффективности 32,5 %. В течение следующих двух сезонов он играл в «Эвансвилле», к концу 1952 года его перевели на уровень A-лиги в «Хартфорд Чифс». В 1953 и 1954 годах Джим выступал в Южно-Атлантической лиге за «Джэксонвилл Брэйвз». В 1955 году он был переведён в AAA-лигу в «Толидо Сокс», где он отбивал с эффективностью 28,2 %, заработав 87 уоков.
Сезон 1956 года Джим провёл в Техасской лиге, где играл за «Остин Сенаторз», а затем, после обмена из «Брэйвз» в «Бруклин Доджерс», за «Форт-Уэрт Кэтс». В 1957 году он перешёл в фарм-систему «Филадельфии» и провёл чемпионат в составе «Талсы Ойлерз». В играх сезона Фрей отбивал с показателем 33,6 %, выбил 50 даблов, 11 триплов и набрал 74 RBI. По итогам чемпионата его признали Самым ценным игроком Техасской лиги. В 1958 году его пригласили на просмотр в «Сент-Луис Кардиналс». Джим уверенно отбивал, но в защите играл плохо из-за полученной ранее травмы руки. Тренер команды Фред Хатчинсон предпочёл оставить в составе Ирва Норена и Джорджа Кроу. После этого Фрей больше не рассматривался как кандидат в команду Главной лиги бейсбола. До 1963 года он играл на уровне AAA-лиги, завершив игровую карьеру с 1 789 хитами.

### Тренерская карьера
Закончив играть, Фрей планировал сделать карьеру в сфере недвижимости, но получил предложение работы от управлявшего фарм-системой «Балтимор Ориолс» Харри Далтона. В течение двух лет он был главным тренером команды Аппалачской лиги «Блуфилд Ориолс», но успехов с ней не добился. С 1966 по 1969 год Джим работал скаутом в штатах Среднего Запада, а в 1970 году вошёл в тренерский штаб Эрла Уивера в «Балтиморе». Там Фрей работал в течение десяти сезонов, трижды выиграв с командой чемпионат Американской лиги и став победителем Мировой серии 1970 года.
В октябре 1979 года он был приглашён на пост главного тренера команды «Канзас-Сити Роялс», сменив Уайти Херцога, при котором команда с 1976 по 1978 год выигрывала свой дивизион. В своём первом сезоне Фрей привёл «Роялс» к победе в Американской лиге и выходу в первую в истории франшизы Мировую серию. В финале команда проиграла «Филадельфии Филлис» в шести матчах, а тренер подвергся критике за использование питчеров. В частности, лишь в одной игре на поле появился выигравший четырнадцать матчей регулярного чемпионата левша Пол Сплитторф. Повторить успех в 1981 году «Роялс» не удалось. Сезон был прерван на пятьдесят дней из-за забастовки игроков, а вскоре после возобновления игр Джим был уволен. В ноябре 1981 года он вошёл в тренерский штаб «Нью-Йорк Метс», где в течение двух сезонов работал с отбивающими.
После окончания сезона 1983 года Фрея назначили главным тренером «Чикаго Кабс», которые более десяти лет не выигрывали свыше половины игр регулярного чемпионата. В первом же сезоне под его руководством команда выиграла 96 матчей и стала победителем Восточного дивизиона Национальной лиги, выйдя в плей-офф впервые с 1945 года. Второй базовый команды Райн Сандберг был признан Самым ценным игроком Национальной лиги. В плей-офф «Кабс» встретились с «Сан-Диего Падрес», выиграли два домашних матча, но затем проиграли три встречи на выезде и всю серию. По итогам года Фрей был признан Тренером года в Национальной лиге. В 1985 году «Кабс» к середине сезона возглавляли свой дивизион, но затем проиграли тринадцать матчей подряд и в итоге опустились на четвёртое место. Старт чемпионата 1986 года команда провела неудачно и в июне Джима уволили.

### Функционер
В 1987 году Фрей работал комментатором игр «Кабс» на чикагской радиостанции WGN, входившей в состав крупного медиа-холдинга Tribune Company. Ему же принадлежала и команда. В декабре 1987 года Джим был назначен на пост её генерального менеджера. В этой должности он запомнился несколькими громкими обменами. Клуб покинули звёздный питчер Ли Смит и аутфилдер Кит Морленд, а пришедшие вместо них игроки не принесли «Кабс» успеха. Через год Фрей обменял восходящих звёзд Рафаэля Палмейро и Джейми Мойера. В 1989 году команда сумела выиграть дивизион и снова выйти в плей-офф, где в пяти матчах уступила «Сан-Франциско Джайентс». Затем последовал ряд неудачных сделок на рынке свободных агентов и после окончания сезона 1991 года Фрея уволили.
В 1998 году Фрей начал сотрудничать с командой независимой Атлантической лиги «Сомерсет Пэтриотс», которым владел его друг Стив Калафер. Он занимал пост вице-президента клуба, затем выступал в роли советника и консультанта.
Джим Фрей скончался 12 апреля 2020 года в возрасте 88 лет.